# Dronninglund Slot
Dronninglund Slot (tidligere Hundslund Kloster) er en herregård, der ligger i den østlige del af Vendsyssel, i Dronninglund Sogn (indtil Kommunalreformen i 1970 lå det i Dronninglund Herred, Hjørring Amt); nu er det i Brønderslev Kommune i Region Nordjylland. Slottet var tidligere en selvejende institution, ejet af Marie E. & Harald Høgsbros fond til bevarelse af Dronninglund Slot. I 2017 købte Nanna Henriette Høgsbro og Carl Christian Pedersen tilbage fra fonden. Slottet er i dag privat og huser ikke hoteldrift eller restauration. 

## Historie
Slottet har navn efter dronning Charlotte Amalie som fik det til eje i 1690. Oprindeligt var det et kloster under benediktinerordenen fra 1200-tallet, som byen Dronninglund efterhånden voksede op omkring. Dette kloster hed Hundslund Kloster.
Det kom efter Reformationen under kronen, men blev i 1581 overdraget til herremanden Hans Johansen Lindenow der foretog store ombygninger. Den store hovedbygning omgives af rester af voldgrave består af tre hvidkalkede fløje, der åbner sig mod nord, men er afgrænset af en hegnsmur. Hovedfløjen ligger mod syd og afgrænses af kirken som ligger i forlængelse mod øst, og mod vest, det ene af to firkantede hjørnetårne i vestfløjen, der formentlig er bygget af Hans Johansen Lindenow kort efter hans overtagelse. Bygningerne præges af 1800-tallets stil, da der var store brande i 1777 og 1881, men en stor del af murene er går tilbage til både klostertiden/Middelalderen og til Lindenows ombygninger i slutningen af 1500-tallet. 1844 blev godset købt af den senere indenrigsminister Erik Skeel, der blev en populær godsejer i regionen.

## Tidligere ejere
Jacob Severin ejede det i årene 1735-1753 og døde der samme år som den kvinde, der både var hans 3. kone og hans niece.
Blandt ejere var lensgreve Frederik Christian Otto Wedel-Jarlsberg, brigader Halling og konsul N.K. Strøyberg (fra 1916 til 1929). Strøyberg lod sin svigersøn, arkitekten Poul Henningsen, tegne en lade til avlsgården.
- 1268 Hundslund Kloster
- 1536 Kronen
- 1537 Gabriel Gyldenstierne
- 1544 Eskild Gøye
- 1554 Erik Podebusk
- 1559 Anne Olufsdatter Krognos
- 1562 Corfitz Ulfeldt
- 1563 Jakob Ulfeldt
- 1568 Anne Olufsdatter Krognos
- 1574 Peder Munk
- 1581 Hans Johansen Lindenov
- 1596 Hans Johansen Lindenov
- 1642 Jacob Lindenov
- 1672 Peder Reedtz
- 1690 Dronning Charlotte Amalie
- 1716 Prinsesse Sophie Hedevig
- 1730 Carl Adolph von Plessen
- 1735 Jacob Severin
- 1753 Frederik Christian Otto Wedel Jarlsberg
- 1753 greve Adam Gottlob Moltke[1]
- 1772 Caspar Herman Gottlob Moltke
- 1776 William Halling
- 1796 Christine de Lindenpalm
- 1806 Poul Marcussen og Johan Conrad Schuchardt
- 1812 Fr. Joachim Abel
- 1816 konsortium
- 1823 Peder Thøgersen Mollerup
- 1826 Staten
- 1826 Johs. Møller
- 1835 Abraham Formann og Henrich C.W. Callisen
- 1844 Erik Vilhelm Robert Skeel
- 1884 Adelaide og Erika Skeel
- 1897 greve Werner E.C. Schimmelmann
- 1916 Niels Kaj Strøyberg
- 1922 Caroline M. Strøyberg f. Andersen
- 1929 Axel Høyer
- 1942 greve Heinrich Carl Schimmelmann
- 1949 S. Høyer
- 1949 H. Høgsbro [2]
- 2017 Nanna Henriette Høgsbro og Carl Christian Pedersen

## Galleri
- Dronninglund Slot set fra sydvest omkring 1920
- Dronninglund Slot set fra nord omkring 1920
- Slottet set fra nord
- Set fra nord
- Fra nord
- Slottet set fra sydøst
- Slottet set fra sydvest

## Eksterne kilder og henvisninger
- Dronninglund Slots hjemmeside Arkiveret 19. oktober 2020 hos  Wayback Machine
- J.P. Trap Kongeriget Danmark, 4. udg. 1924
- Ole Torp Andersen Dronninglund Slot : kongelige, adelige og borgerlige, 2006, ISBN 87-89109-92-9
- Dronninglund Slots historie Arkiveret 2. januar 2014 hos  Wayback Machine

57°9′19″N 10°15′42″Ø / 57.15528°N 10.26167°Ø
- Familie køber slot tilbage Arkiveret 6. december 2017 hos  Wayback Machine